# Banyánfa
A banyánfa vagy indiai füge (Ficus benghalensis) a rózsavirágúak (Rosales) rendjébe és az eperfafélék (Moraceae) családjába tartozó faj.

## Előfordulása
A banyánfa eredeti előfordulási területe Dél-Ázsia, főleg: India, Banglades, Srí Lanka, Nepál, a Himalája keleti oldalai, továbbá Pakisztán, az Andamán-szigetek, a Laksadíva és a Maldív-szigetek. 
Ezen területeken túl sok más helyre, így Floridába, Jamaicára, Mexikóba, az ausztráliai Queensland államba, valamint sok más szigetre betelepítette az ember.

## Képek

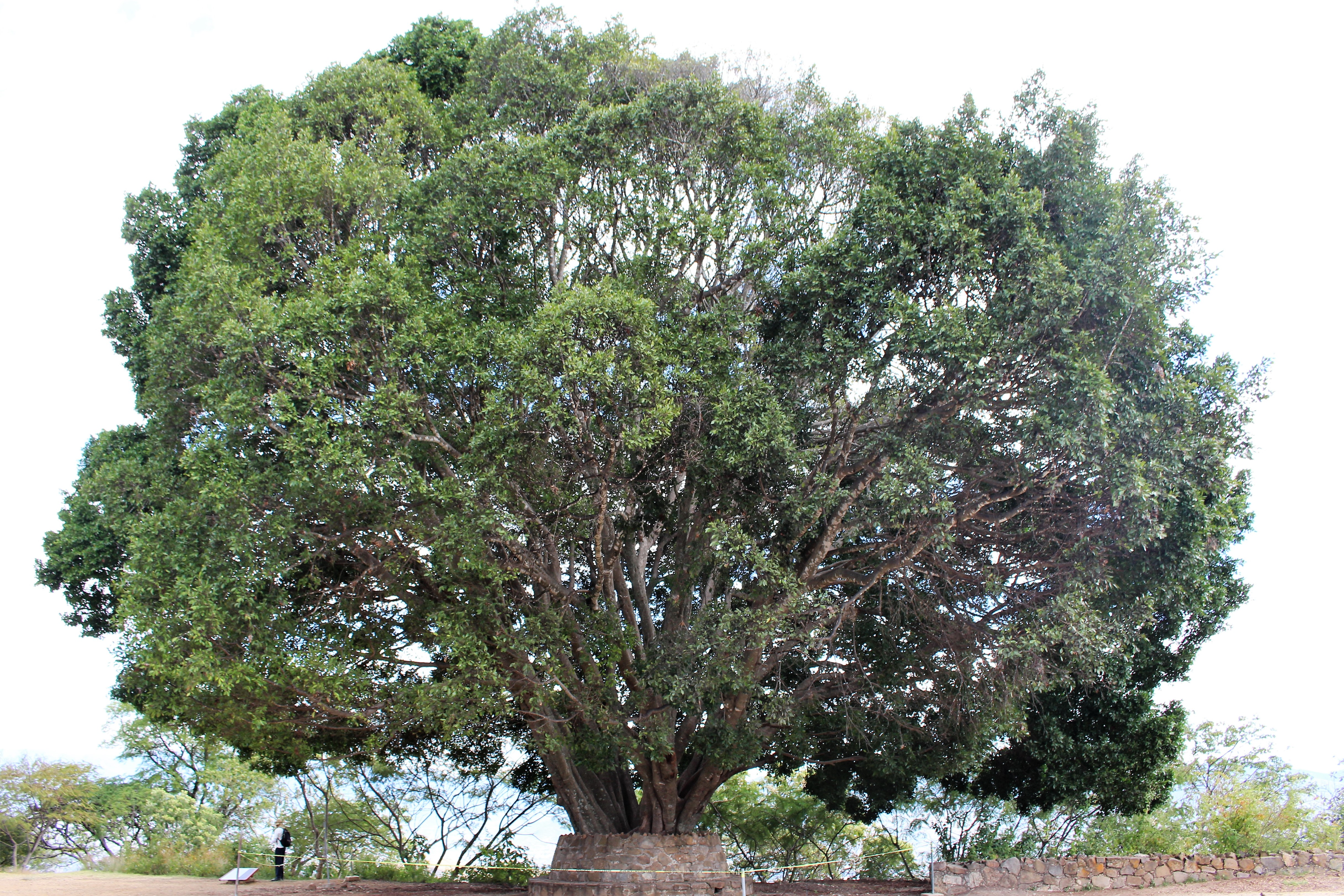
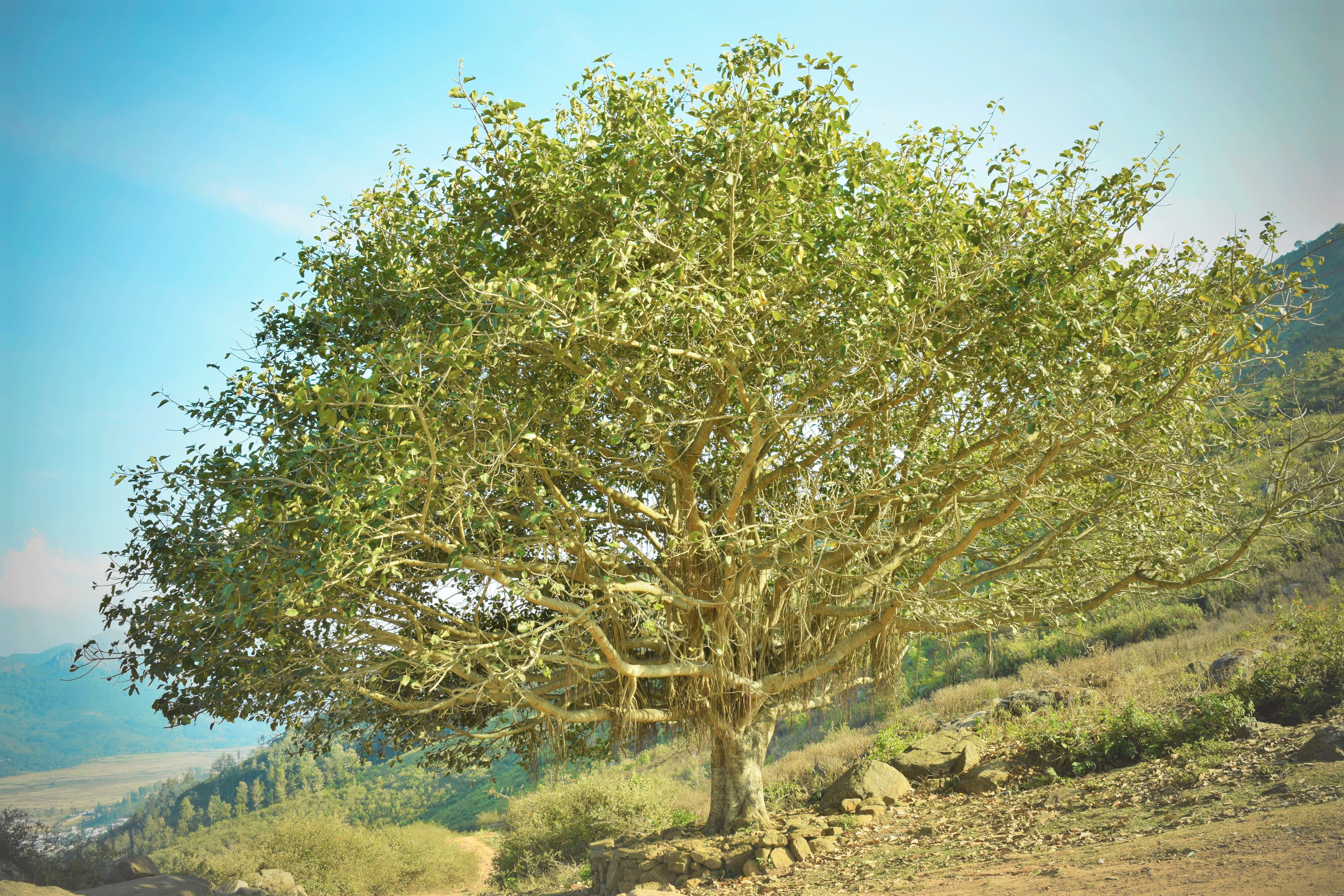
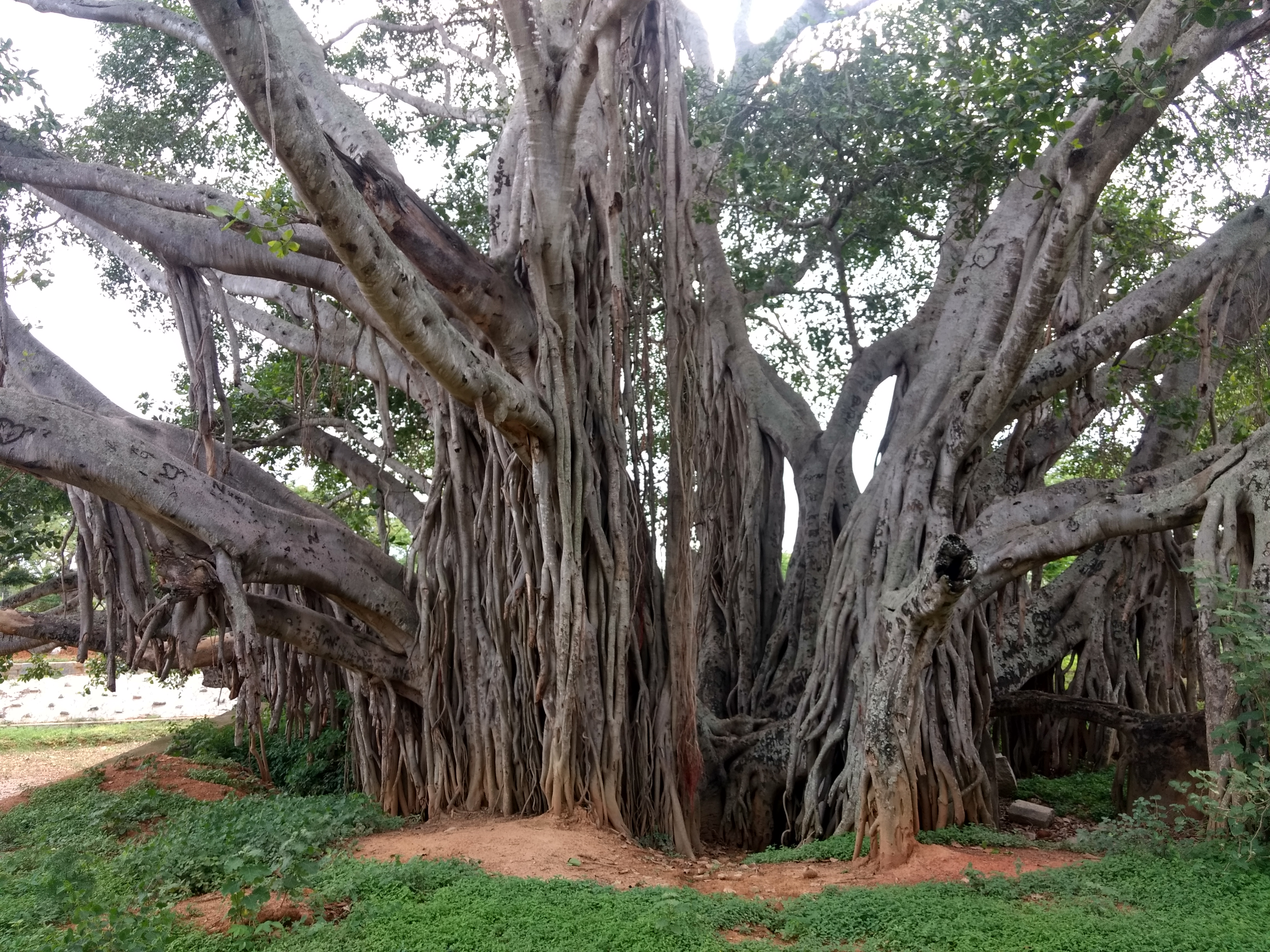
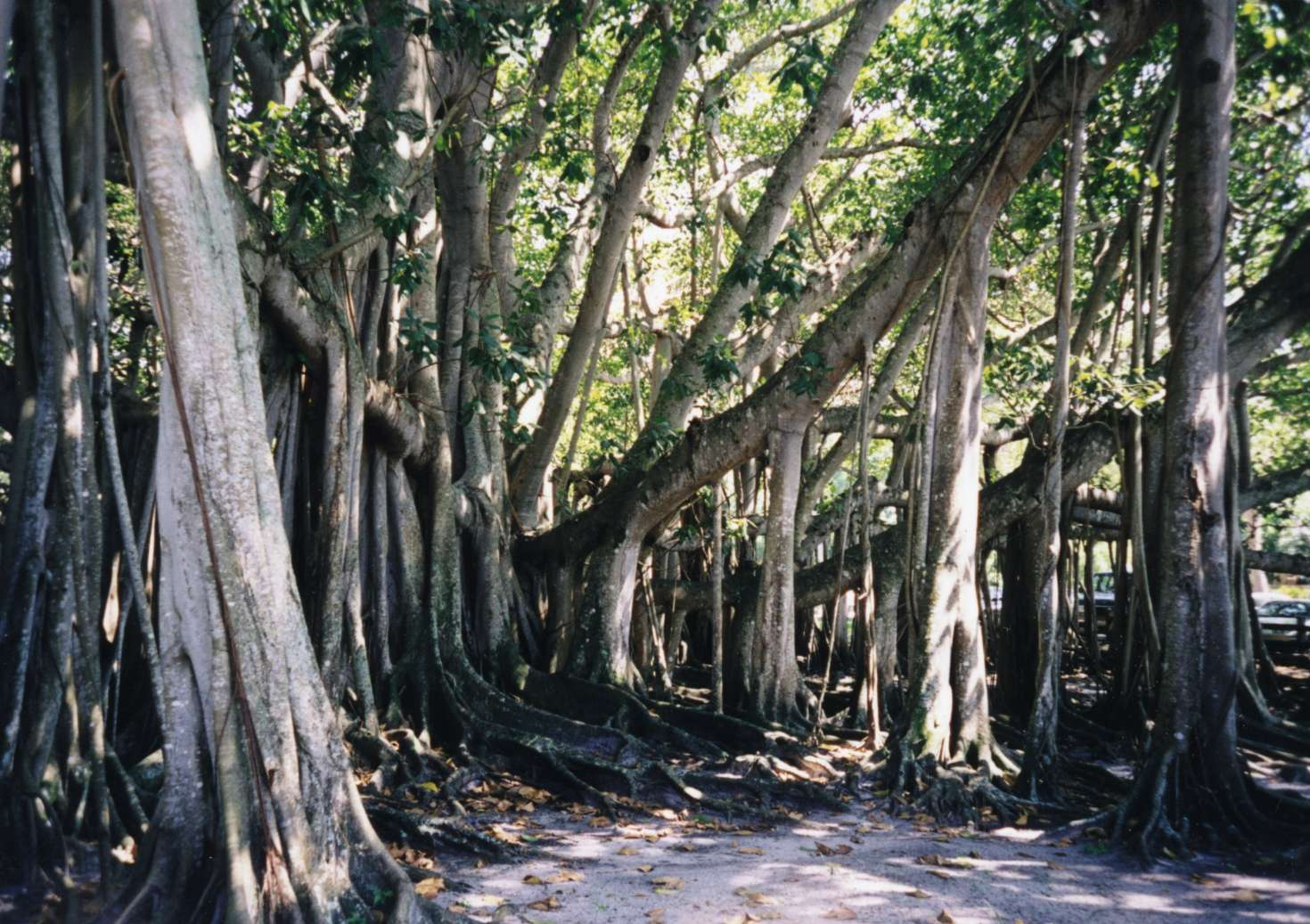
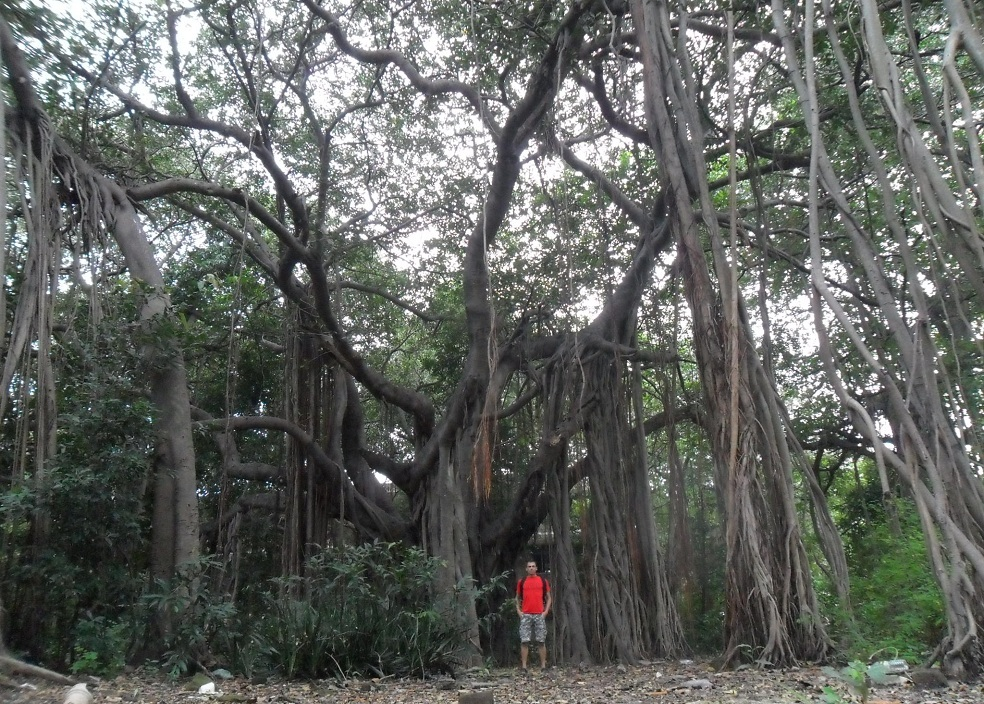
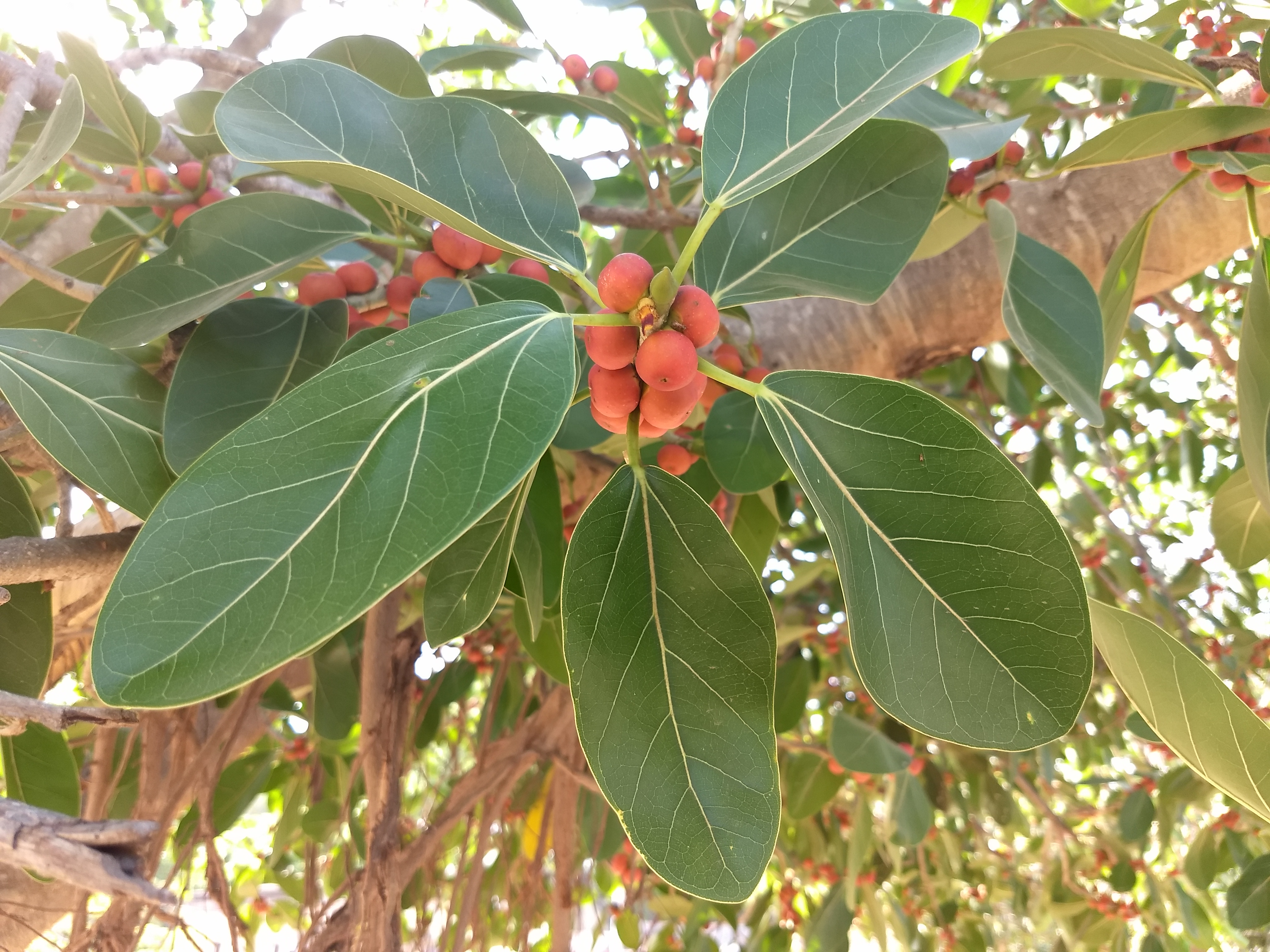
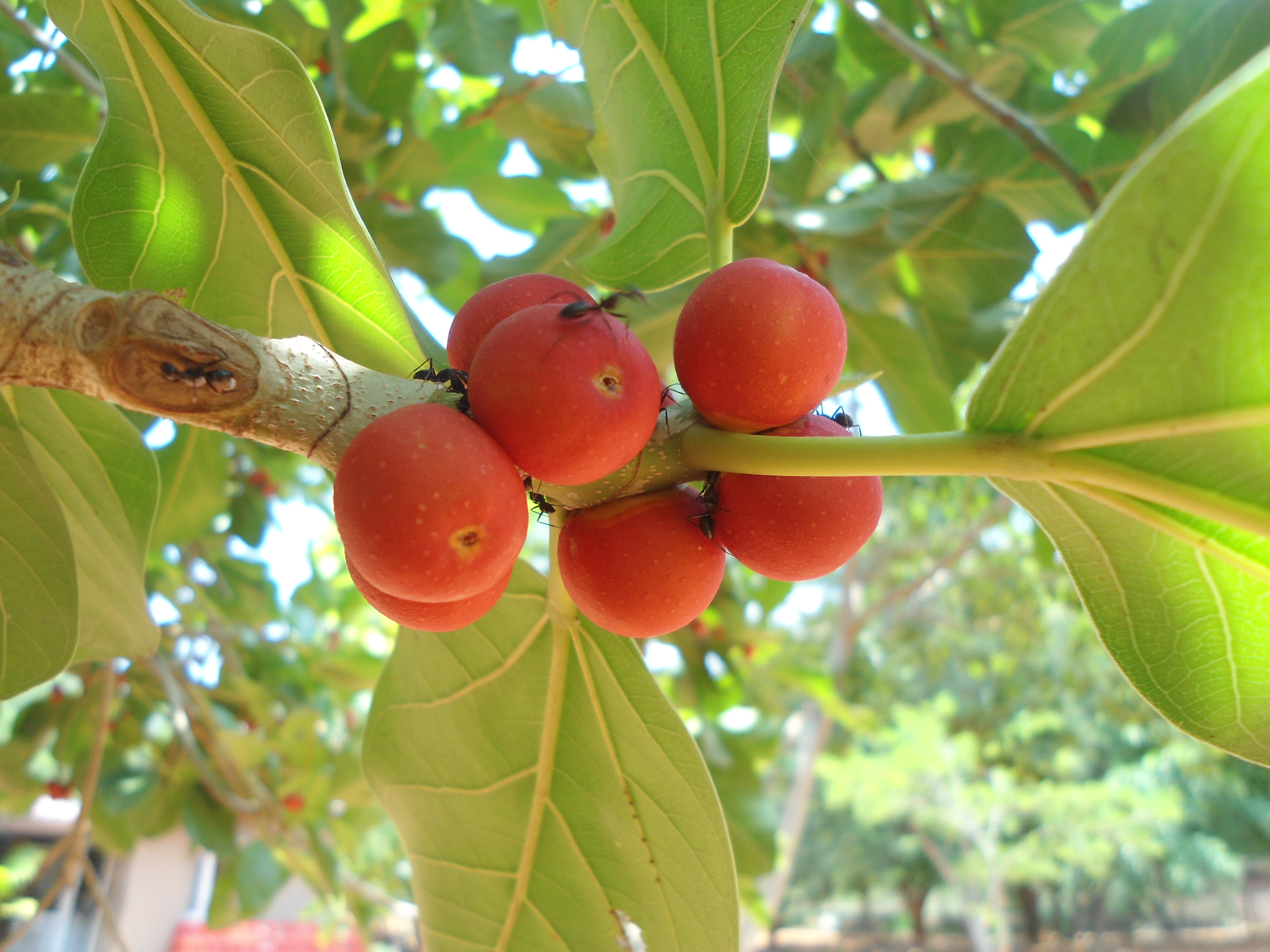

## Megjelenése
Ez a fafaj a fojtófügék egyike; vagyis csemeteként felkúszik egy gazdafára, illetve leereszkedik onnan, ha már a mag egy madár vagy kisemlős ürülékével a gazdafa ágán van, és miután benőtte azt, szó szerint elfogyasztja. A léggyökereit és szétterülő ágait messze kinyújthatja, néha akár 200 méteres távolságba is; ha ezek megfelelő helyet találnak, saját törzset növesztenek. Ennek a fának a magassága elérheti a 30 métert is. Levele bőrtapintású, elliptikusan ovális és 20-40 centiméter hosszú. A termése 1-2 centiméter átmérőjű, szár nélküli és a párosával nő a levél tövében. Megérve rikító vörös színű. A természetes élőhelyén az Eupristina masoni nevű darázs végzi a megporzását; emiatt a betelepített helyein ivartalanok a magvai. A gumiszerű nedve egyeseknél allergiát okozhat.